# Juho Sunila
Johan (Juho) Emil Sunila (16 de agosto de 1875– 2 de octubre de 1936) fue un político finlandés, primer ministro de Finlandia de 1927-1928 y de 1931-1932. Pertenecía a la unión agraria.
También fue ministro de agricultura de 1922 a 1924 y de 1925 a 1926, y presidente del parlamento de Finlandia. Antes de ser primer ministro había sido director del gobierno de agricultura de Finlandia.
| Predecesor: Väinö Tanner Pehr Evind Svinhufvud | Primer ministro de Finlandia 1927 - 1928 1931 - 1932 | Sucesor: Oskari Mantere Toivo Mikael Kivimäki |

- Datos: Q548108
- Multimedia: J. E. Sunila / Q548108